# Telekamery 1998
Telekamery 1998 – pierwsze wręczenie nagrody Telekamery Tele Tygodnia za rok 1997 dla postaci telewizyjnych.
Gala wręczenia statuetek odbyła się 16 stycznia 1998 w warszawskiej siedzibie hotelu Marriott. Gościem zagranicznym był Richard Chamberlain, który otrzymał wyróżnienie dla najlepszego aktora zagranicznego.

## Zwycięzcy
Spis sporządzono na podstawie materiału źródłowego.
- Dziennikarz: Krystyna Czubówna – Panorama, TVP2
- Rozrywka: Zygmunt Chajzer, Polsat
- Wokalistka: Natalia Kukulska
- Aktor: Marek Kondrat
- Aktorka: Krystyna Janda
- Serial i film telewizyjny: Ekstradycja, TVP1

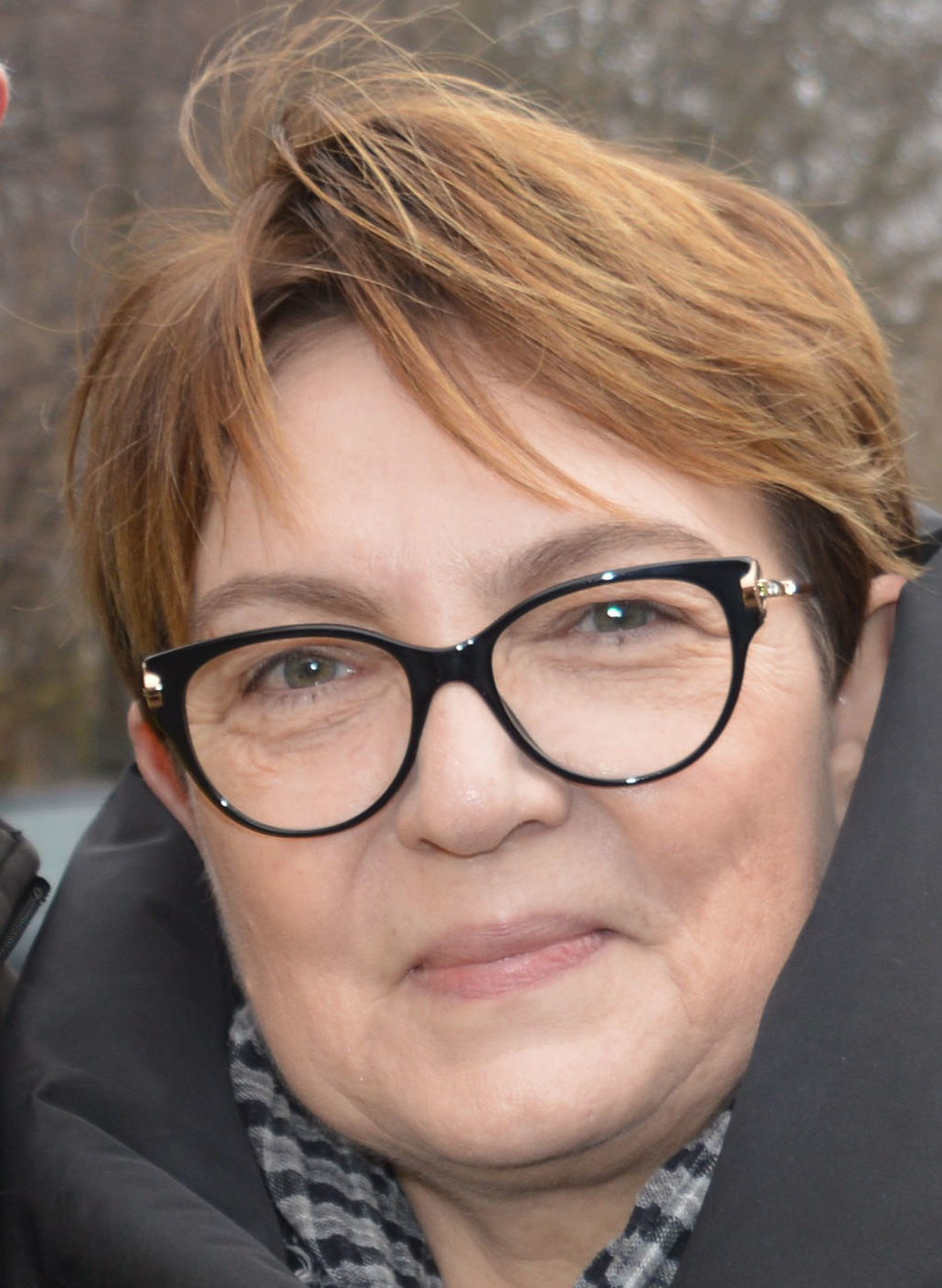
Krystyna Czubówna
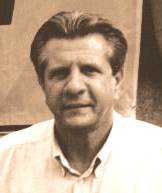
Zygmunt Chajzer
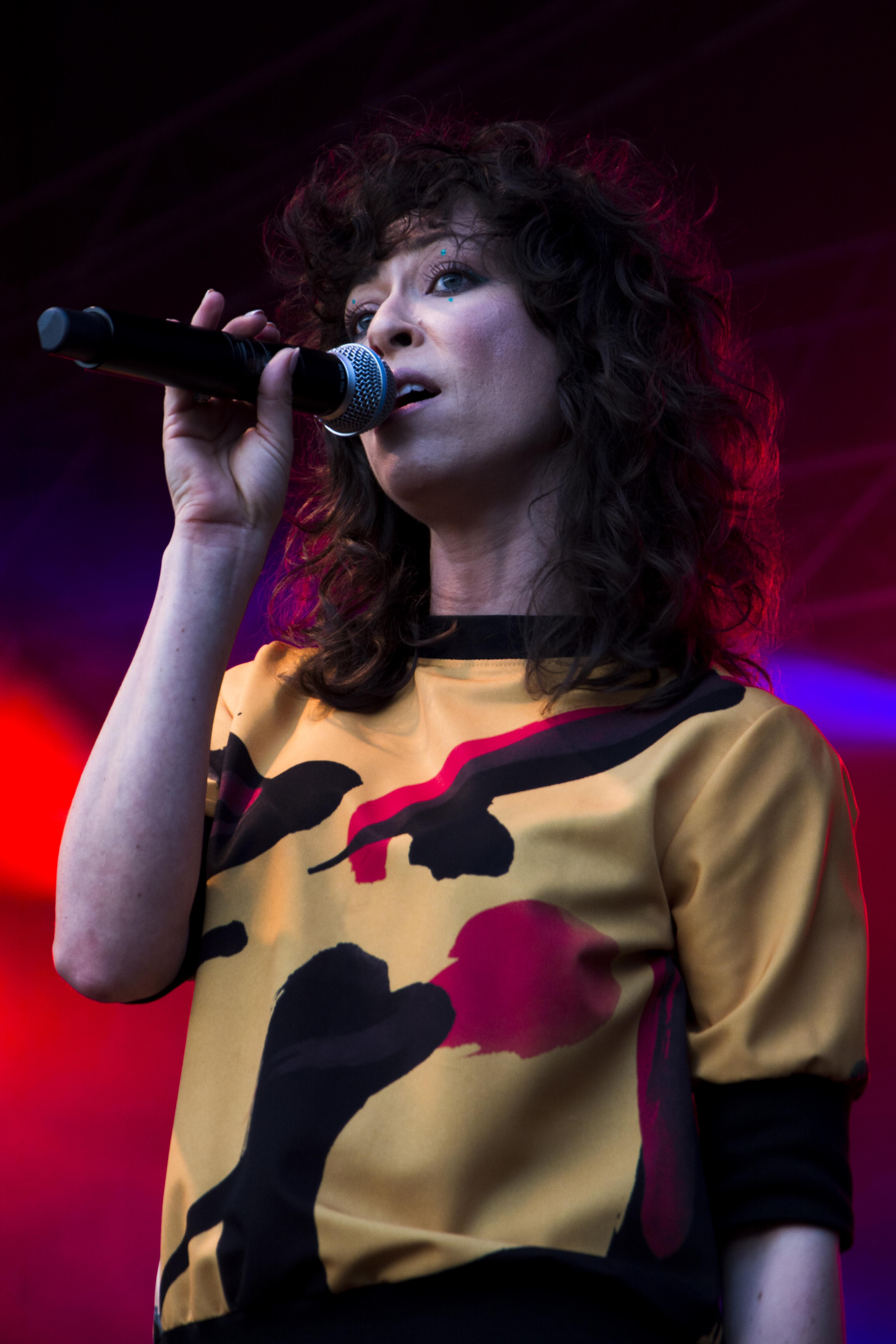
Natalia Kukulska
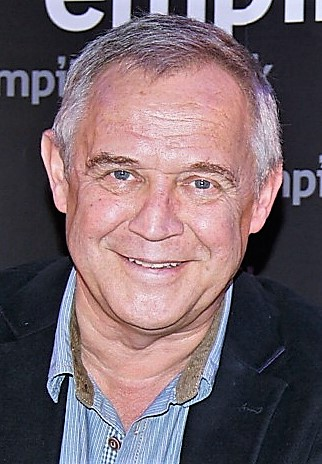
Marek Kondrat
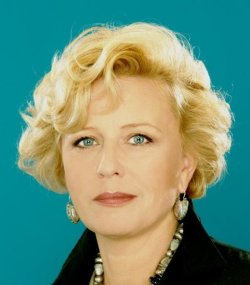
Krystyna Janda